# Келле, Марк
Марк Келле (фр. Marc Keller, род. 14 января 1968 года, Кольмар) — французский профессиональный футболист, полузащитник, действующий президент футбольного клуба «Страсбур». За свою клубную карьеру он выступал во Франции, Германии и Англии.

## Биография
Родился 14 января 1968 года в городе Кольмар, недалеко от границы с Германией, карьеру начинал в скромном «Мюлузе», за который в период с 1987 по 1991 годы суммарно провел 118 игр и забил 15 мячей.
В 1991 году перебрался в «Страсбур», где до 1996 года сыграл в 149 играх, отметившись 35 голами.
В том же году Марк подписал контракт с немецким клубом «Карлсруэ», за который отыграл до 1998 года, забив 13 мячей в 61 матче.
Вскоре весьма весомые показатели молодого игрока привлекли к нему внимание со стороны английского «Вест Хэм Юнайтед».
В составе «молотобойцев» Келле играл до 2001 года, забив 5 голов в 44 матчах. Параллельно был арендован «Портсмутом», однако провел в стане «помпи» лишь 3 игры, результативностью не отметился>.
В 2001 году перешел в «Блэкберн Роверс», где до 2002 года сыграл в 2 играх, после чего завершил карьеру.

### Международная карьера
В 1995—1998 годах Келле провел 7 матчей в составе национальной сборной Франции, свой единственный гол забил 3 июня 1997 года в товарищеской встрече в ворота бразильцев. Последний раз был вызван в сборную в марте 1998 года на товарищескую игру против команды России.

## Функционерская деятельность
В 2001 году руководство клуба избрало Келле генменеджером коллектива, при нём эльзасцы показывали весьма неплохие результаты.
В июне 2012 года экс — футболист был официально назначен на должность президента «Страсбура», при нём команда сумела выиграть Любительский чемпионат Франции и вернуться в профессиональный футбол.
Также в 2019 году коллектив стал обладателем Кубка Лиги.